# Patagonik Film Group
Patagonik Film Group és una productora cinematogràfica argentina, dedicada a la realització de pel·lículas, pel·lícules d'animació i departament d'efectes digitals. Va ser fundada en 1996 per Pablo Bossi.

## Història
Va ser fundada en 1996 per Pablo Bossi, productor de nombrosos llargmetratges i programes de televisió a l'Argentina. El 1997 fou adquiridaa per Buena Vista International - Llatinoamèrica (ara coneguda com a Star Distribution), Telefónica i el Grupo Clarín, amb seu a l'Argentina. A l'abril de 2007, The Walt Disney Company Argentina i Artear tenien una gran participació de l'empresa i Pol-ka estava en procés d'adquirir una participació majoritària de l'empresa.

## Patagonik Animación
Els estudis d'animació i edició digital de Patagonik Animació estan situats a la ciutat de Buenos Aires, més precisament al barri de Palermo, districte que s'ha convertit en el centre neuràlgic de la indústria audiovisual Argentina.

## Produccions
Va portar endavant en 1996 la producció i producció executiva a l'Argentina de la pel·lícula "Evita", d'Alan Parker i també del Vídeo "Love Don't Live Here Anymore" de Madonna. En 1997 va produir "Cenizas del paraíso", de Marcelo Piñeyro, èxit de taquilla, i guanyadora del Premi Goya a la millor pel·lícula estrangera. En el mateix any va estrenar també "Dibu, la película". Aquest film, basat en el popular personatge de la TV. Des de llavors, Patagonik Film Group ha produït més de 30 films, entre els quals es destaquen "Nueve reinas" de Fabián Bielinsky, guanyadora de 30 premis internacionals, i "El hijo de la novia", candidata a l'Oscar a la millor pel·lícula de parla no anglesa i guanyadora de més de 30 premis.

## Serveis de producció
- Encanto (2021) pròxim
- Seres queridos (2004) Efectes Especials.
- El juego de Arcibel (2003) Càmera i Llums.
- Almejas y mejillones (2000) Associada.
- Nueces para el amor (2000) Associada.
- Evita (1996) Serveis de Producció a Argentina.

## Produccions realitzades per televisió
- Los Pintin (1999-2000) Curt animat, emesa de dilluns a divendres 12.30 hores, per Canal 13 Artear.
- Dibu (1998) Sèrie real/animada, emesa els dissabtes 19 hores, per Telefe.
- Mi familia es un dibujo (1996-1997) Sèrie real/animada, emesa els dimarts 21 hores i dissabtes 20 hores, per Telefe.
- Cybersix (1995) Sèrie de ciència-ficció emesa els dimecres 21 hores, per Telefe.

## Filmografia
- Evita (1996)
- Cenizas del paraíso (1997)
- Dibu: La película (1997)
- Sus ojos se cerraron y el mundo sigue andando (1997)
- El juguete rabioso (1998)
- Dibu 2: La venganza de Nasty (1998)
- Cohen vs. Rosi (1998)
- Nueve reinas (2000)
- Almejas y mejillones (2000)
- Los Pintin al rescate (2000)
- Apariencias (2000)
- Una noche con Sabrina Love (2000)
- Cóndor Crux, la leyenda (2000)
- El hijo de la novia (2001)
- Kamchatka (2002)
- Valentín (2002)
- Dibu 3 (2002)
- Apasionados (2002)
- El último tren (2002)
- El alquimista impaciente (2002)
- No dejaré que no me quieras (2002)
- Todas las azafatas van al cielo (2002)
- Nowhere (2002)
- En la ciudad sin límites (2002)
- Ciudad del sol (2003)
- Cleopatra (2003)
- Vivir Intentando (2003)
- Palermo Hollywood (2004)
- Deuda (2004)
- Peligrosa obsesión (2004)
- Un Mundo menos peor (2004)
- Patoruzito (2004)
- Seres queridos (2004)
- La puta y la ballena (2004)
- El aura (2005)
- El tigre escondido (2005)
- Hermanas (2005)
- Pérez, el ratolí dels teus somnis (2006)
- Patoruzito: La gran aventura (2006)
- Remake (2006)
- El arca (2007)
- La señal (2008)
- Un novio para mi mujer (2008)
- Igualita a mi (2010)
- Retornos (2010)
- El gato desaparece (2011)
- Viudas (2011)
- Selkirk, el verdadero Robinson Crusoe (2012)
- Extraños en la noche (2012)
- Elefante blanco (2012)
- Dos más dos (2012)